# Zemská silnice B117

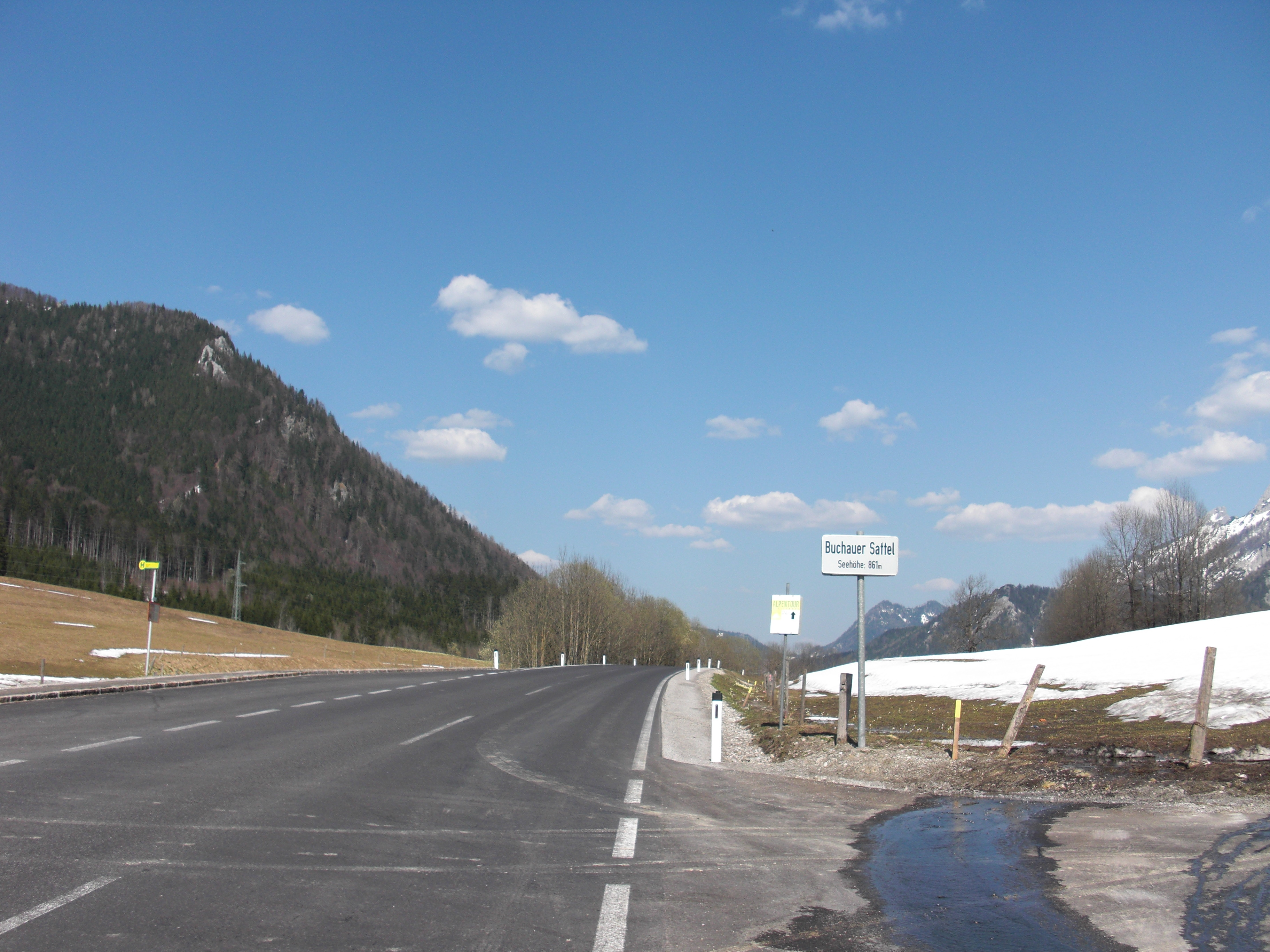
Horské sedlo Buchauer Sattel

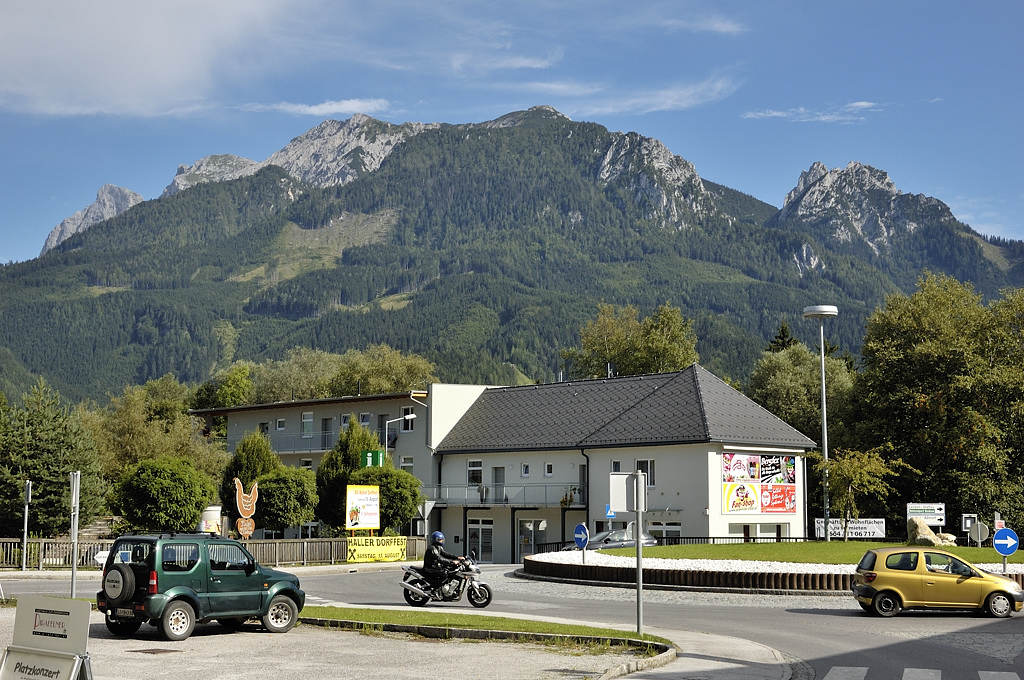
Buchauer Straße B117 se napojuje na Gesäuse Straße B146

Zemská silnice  Buchauer Straße B117 je silnice ve spolkové zemi Štýrsko v Rakousku. Začíná v městysi  Altenmarkt bei Sankt Gallen, prochází Ennstalskými Alpami údolím potoka  Buchauer Bach. Vede přes horské sedlo Buchauer Sattel a končí v městysi  Admont.  Celková  délka silnice je zhruba 25,5 km.

## Popis
| km   | Místo                       | Popis                                                       | m n. m. |
| ---- | --------------------------- | ----------------------------------------------------------- | ------- |
| 0    | Altenmarkt bei Sankt Gallen | Počátek B117 je na výjezdu z Eisen Straße B115              | 470     |
| 1,9  |                             | Most přes řeku Enns a přes žel. trať Rudolfsbahn            | 418     |
| 2,8  | Weißenbach an der Enns      | průjezd osadou, která je částí městyse Sankt Gallen         | 450     |
| 5,5  | Sankt Gallen                | průjezd městysem                                            | 520     |
| 18,5 | Buchauer Sattel             | horské sedlo                                                | 861     |
| 21,4 | Weng bei Admont             | průjezd obcí                                                | 646     |
| 25,2 | Admont                      | kruhový objezd, konec B117 napojením na Gesäuse Straße B146 | 620     |

Poznámka: v tabulce uvedené kilometry a nadmořské výšky jsou přibližné.